# 陈紫萱
陈紫萱（1961年—），台湾台北人，汉族，中华人民共和国政治人物、第十二届全国人民代表大会福建地区代表。

## 生平
毕业于华侨大学工业与民用建筑专业。加入台湾民主自治同盟。2013年，担任全国人大代表。2018年2月24日，当选为第十三届全国人大代表。